# Hardwick Hall
Hardwick Hall nel Derbyshire è una dimora nobiliare di campagna, tra i più significativi esempi di stile elisabettiano. In comune con altre opere del suo architetto Robert Smythson, come Longleat House e Wollaton Hall, Hardwick Hall è uno dei primi esempi di interpretazione britannica dello stile architettonico rinascimentale che divenne popolare nel XVI secolo quando non era più necessario fortificare i palazzi.

## Storia
Hardwick Hall si trova in cima a una collina tra Chesterfield e Mansfield, con un'ampia vista sulla campagna del Derbyshire. La casa è stata progettata per Bess di Hardwick, contessa di Shrewsbury e antenata dei duchi di Devonshire, da Snythson alla fine del XVI secolo e rimase di proprietà della famiglia fino a quando non è stata confiscata dal Ministero Tesoro britannico come pagamento d'imposta di successione nel 1956. Il Tesoro ha poi trasferito la casa al National Trust nel 1959.
Dal momento che si trattava di una residenza secondaria dei duchi di Devonshire, la cui residenza principale era Chatsworth House, questa casa è stata poco modificata nel corso dei secoli e dai primi anni del XIX secolo la sua atmosfera antica è stata volutamente conservata.

## Struttura e stile
Hardwick è una grandiosa manifestazione di ricchezza e potere di Bess di Hardwick, che era la donna più ricca d'Inghilterra dopo la regina Elisabetta I. È una delle prime case inglesi dove fu costruita la grande sala su un asse passante per il centro della casa e non ad angolo retto all'ingresso. Ciascuno dei tre piani principali è più alto di quello precedente, e un ampio scalone in pietra tortuosa conduce a una serie di sale di rappresentanza al secondo piano, che comprende una delle più lunghe e meglio conservate gallerie tra le dimore inglesi di quell'epoca, con arazzi appesi alle pareti e con un grande fregio in gesso raffigurante scene di caccia. Le finestre sono eccezionalmente ampie e numerose per il XVI secolo e rappresentavano una forte ostentazione di ricchezza in un periodo in cui il vetro era un lusso. La casa contiene una notevole collezione di arazzi pregiati e mobili dei secoli XVI e XVII, alcuni elencati in un inventario risalente al 1601.
Hardwick Hall contiene una vasta collezione di ricami, per lo più risalenti alla fine del XVI secolo, molti dei quali sono elencati nell'inventario del 1601.

## Oggi

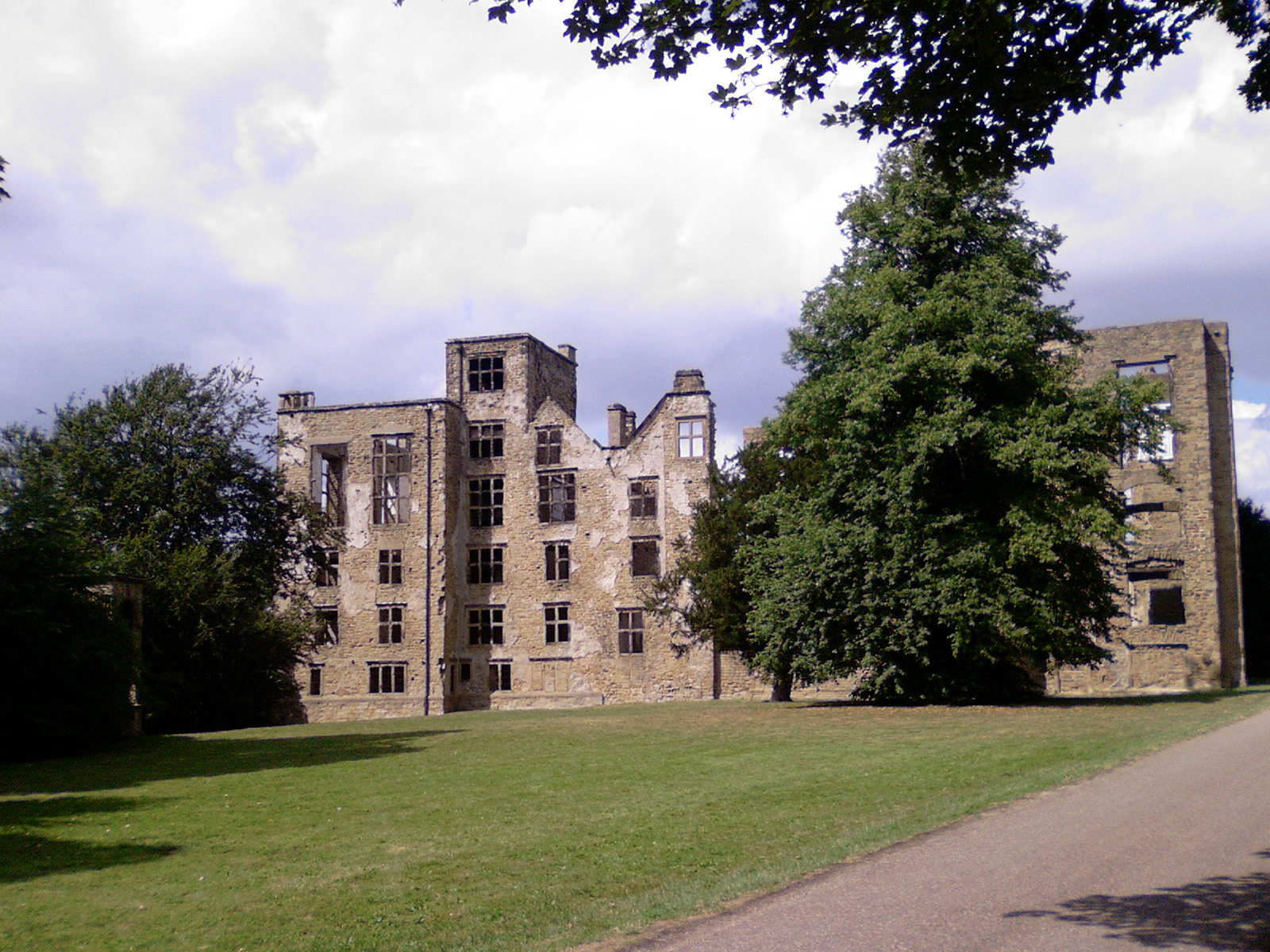
Hardwick Old Hall.

Hardwick è aperta al pubblico compresi i giardini molto importanti del punto di vista stilistico. I vasti terreni contengono anche Hardwick Old Hall, una casa più antica che era residenza dei duchi prima che la nuova casa fosse terminata e che è stata utilizzata anche in seguito come residenza per gli ospiti e alloggi per la servitù. L'Old Hall è ora in rovina. Tutto il complesso è amministrato dall'English Heritage per conto del National Trust.

## Cinema
Hardwick Hall è stata utilizzato per girare le scene esterne di Villa Malfoy in Harry Potter e i Doni della Morte - Parte 1 e Harry Potter e i Doni della Morte - Parte 2.